# Vilagarcía de Arousa
Vilagarcía de Arousa (galicijsky  a oficiálně) či Villagarcía de Arosa (kastilsky) je přístavní město v autonomním společenství Galicie na severozápadě Španělska. Leží v zálivu při ústí řeky Ulla do Atlantiku. Je centrem comarky Salnés, spadající do provincie Pontevedra.
S 37 000 obyvateli je osmým největším městem Galicie; město však nemá významnější pamětihodnosti, převažuje nová zástavba. Vilagarcía je tak především střediskem služeb pro hustě osídlené okolí (Vilanova de Arousa, Caldas de Reis). Je zde stanice hlavní trati Vigo – Santiago de Compostela – A Coruña.